# П'яна-Криксія
П'яна-Криксія (італ. Piana Crixia) — муніципалітет в Італії, у регіоні Лігурія, провінція Савона.
П'яна-Криксія розташовані на відстані близько 450 км на північний захід від Рима, 50 км на захід від Генуї, 23 км на північний захід від Савони.
Населення — 801 особа (2014).

## Демографія
Населення за роками:

Станом на 1 січня 2023 року в муніципалітеті офіційно проживав 81 іноземець з 25 країн, серед них 45 громадян країн Євросоюзу та 5 громадян України.

## Сусідні муніципалітети
- Кастеллетто-Уццоне
- Дего
- Мерана
- Пеццоло-Валле-Уццоне
- Сероле
- Спіньйо-Монферрато